# Down in the Groove
Down in the Groove is het 25e studioalbum van Bob Dylan, uitgebracht op 30 mei 1988 op Columbia Records . Het is een album met covers, een traditional en bewerkingen van outtakes van vorige albums en kwam net als Knocked Out Loaded tot stand in een periode, waarin Dylan de inspiratie voor teksten ontbrak. Met Robert Hunter, de tekstschrijver en gitarist van de  Grateful Dead schreef Dylan twee nieuwe nummers. Dylan gebruikte meer dan 30 musici voor het eindresultaat.
Hoewel het album slecht verkocht en zeer matige recensies kreeg, is het nummer "Death is not the end" wel een eigen leven gaan leiden. Het werd onder meer gecoverd door Nick Cave and the Bad Seeds en door Freek de Jonge geparodieerd als "Leven na de dood".

## Productie
- Dylan vroeg Steve Jones, voormalig gitarist van de Sex Pistols een band samen te stellen voor de opnamen van het nieuwe album. Met Paul Simonon, de bassist van The Clash werden in maart 1987 een aantal nummers opgenomen, waarvan alleen "Sally Sue Brown" het album haalde.
- In de Sunset Studio in Hollywood werden in mei en juni 1987 met Danny Kortchmar, Steve Jordan en Randy Jackson de nummers "Let's Stick Together" en "Ugliest Girl in the World" opgenomen. Met Nathan East op bas en met achtergrondzang van de Grateful Dead werd "Silvio" opgenomen.
- Het album werd aangevuld met "Had a Dream About You, Baby", dat Dylan met Ron Wood en Eric Clapton in 1986 in Londen opgenomen had voor de muziekfilm Hearts of Fire en "Death Is Not the End", een oude opname uit 1983 voor Infidels. Dit laatste nummer werd in Nederland in 1997 bekend als Leven na de dood van Freek de Jonge.

## Track listing
| 1.                 | Let's Stick Together        | Wilbert Harrison                                     | 3:09 |
| 2.                 | When Did You Leave Heaven?  | Walter Bullock, Richard Whiting                      | 2:15 |
| 3.                 | Sally Sue Brown             | Arthur June Alexander, Earl Montgomery, Tom Stafford | 2:29 |
| 4.                 | Death Is Not the End        | Bob Dylan                                            | 5:10 |
| 5.                 | Had a Dream About You, Baby | Bob Dylan                                            | 2:53 |
| Totale duur: 15:56 |                             |                                                      |      |

| 1.                 | Ugliest Girl in the World                     | Bob Dylan, Robert Hunter              | 3:32 |
| 2.                 | Silvio                                        | Bob Dylan, Robert Hunter              | 3:05 |
| 3.                 | Ninety Miles an Hour (Down a Dead End Street) | Hal Blair, Don Robertson              | 2:56 |
| 4.                 | Shenandoah                                    | Traditional arrangement van Bob Dylan | 3:38 |
| 5.                 | Rank Strangers to Me                          | Albert E. Brumley                     | 2:57 |
| Totale duur: 16:08 |                                               |                                       |      |

## Musici
- A1 Let's Stick Together :Basgitaar:Randy Jackson; drums:Steve Jordan; gitaar:Danny Kortchmar; zang, gitaar, mondharmonica:Bob Dylan
- A2 When Did You Leave Heaven? :Drums:Stephen Shelton; zang, gitaar:Bob Dylan; zang, keyboards:Madelyn Quebec
- A3 Sally Sue Brown :Achtergrondzang:Bobby King, Willie Green; bas:Paul Simonon; drums:Myron Grombacher;gitaar:Steve Jones; keyboard:Kevin Savigar; zang:Madelyn Quebec; zang, gitaar:Bob Dylan
- A4 Death Is Not The End :achtergrondzang:Clydie King, Full Force; basgitaar:Robbie Shakespeare; drums:Sly Dunbar; gitaar:Mark Knopfler; keyboard:Alan Clarke; zang, gitaar, mondharmonica:Bob Dylan
- A5 Had A Dream About You, Baby :Basgitaar:Kip Winger, Ron Wood; drums:Henry Spinetti; gitaar:Eric Clapton; keyboard:Beau Hill, Mitchell Froom; zang, gitaar:Bob Dylan
- B1 Ugliest Girl In The World :Achtergrondzang:Carol Dennis, Madelyn Quebec; basgitaar:Randy Jackson; drums:Steve Jordan; gitaar:Danny Kortchmar; keyboard:Stephen Shelton; zang, gitaar:Bob Dylan
- B2 Silvio : Basgitaar:Nathan East; drums:Mike Baird; Extra zang:Bob Weir,Brent Mydland,Carol Dennis,Jerry Garcia,Madelyn Quebec; zang, gitaar:Bob Dylan
- B3 Ninety Miles An Hour (Down A Dead End Street) : Achtergrondzang:Bobby King, Willie Green; zang, gitaar:Bob Dylan; zang, keyboard:Madelyn Quebec
- B4 Shenandoah : Achtergrondzang:Alexandra Brown, Carol Dennis, Madelyn Quebec, Peggi Blu; basgitaar:Nathan East; zang, gitaar, mondharmonica:Bob Dylan
- B5 Rank Strangers To Me :Basgitaar:Larry Klein; zang, gitaar:Bob Dylan

## Hitnoteringen
Het album bereikte nummer 61 op de Billboard 200, nummer 32 op de UK Albums Chart. In Nederland bereikte het album de top 100 niet.
- MusicBrainz release group: ce8a72cf-10c7-3dea-b9e7-3dd260a9ed5c